# Fransum
Fransum (Gronings: Fraansum) is een oud kerkdorpje in de gemeente Westerkwartier in de Nederlandse provincie Groningen. Het dorp bestaat uit de romaanse kerk van Fransum, een boerderij en een huis.
Vanaf Den Ham loopt een smalle weg naar de wierde, waarvan het laatste gedeelte onverhard. Over de wierde loopt van noord naar zuid een oude dodenweg. Vanuit Fransum liepen vroeger kerkpaden naar Aduard, Altenaauw, Beswerd en Den Ham. Veel van deze paden bestonden uit kleipaden, of met Friese geeltjes of Groninger baksteen verharde stenen paden. Bijna al deze paden zijn later verdwenen bij perceelsvergrotingen, maar een aantal is hersteld als fietspad.
De dichter C.O. Jellema heeft een van zijn gedichten gewijd aan het kerkje. Schilder Henk Helmantel heeft in 1979 de preekstoel geschilderd. Even ten zuiden van de wierde heeft een plaatselijke boer een eigen kerkje, het Kerkje van Harkema gebouwd.

## Geschiedenis

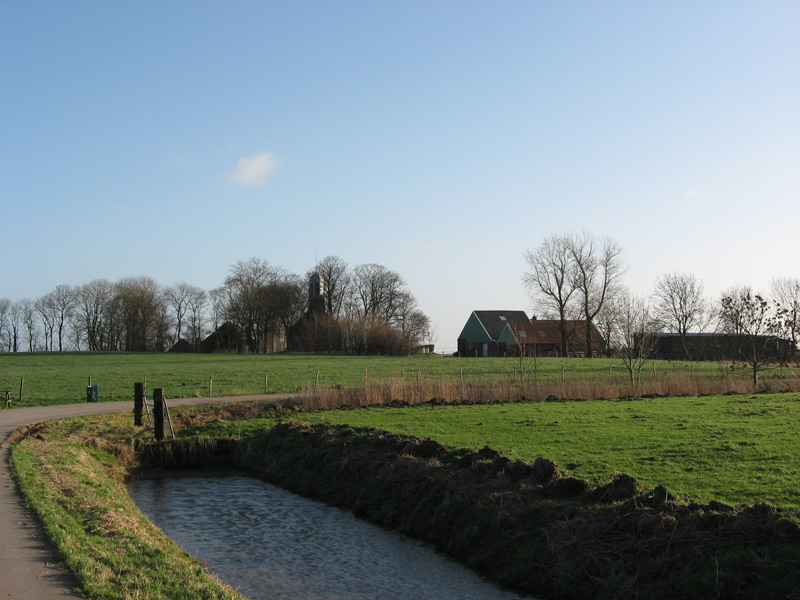
Gezicht op de wierde van Fransum vanaf de richting Den Ham.

De betekenis van Fransum is waarschijnlijk 'heem' (woonplaats) 'van Frank'. Dit wordt afgeleid uit de oudste vormen Franchim en Franchem (1285).
De oudere verklaring van Wobbe de Vries dat de naam Fransum zou zijn afgeleid van Frankhem en zijn verbasterd tot Frankshem lijkt onwaarschijnlijk. Hij vergeleek de naam met Saaksum en Englum en stelde dat er tijdens de grote volksverhuizingen waarschijnlijk 'vreemden' zijn meegekomen: Fransum zou dan slaan op de Franken, Engelum op de Angelen en Saaksum op de Saksen. Dit zou echter betekenen dat er een verandering van de naam optrad van Frankheim direct naar Fransheim zonder een tussenvorm Frankisheim, hetgeen vreemd zou zijn.
Fransum ligt op een wierde in het voormalige schiereiland Middag in het Westerkwartier en lag vroeger tussen de Kliefsloot (zee-inham) in het westen en de Middagsterriet (Feerwerdertocht) in het oosten. Aan noordzijde stroomt nog altijd de Fransumertocht. De wierde heeft tegenwoordig een hoogte van ongeveer 3,4 meter boven NAP en een diameter van ongeveer 275 meter. Rondom de wierde ligt een restant van de oude ringsloot. Het ontstaan van de wierde is zowel in de IJzertijd/Romeinse periode als in de middeleeuwen (5e tot 8e eeuw) gedateerd. In de jaren 1970 werden er inheems Romeinse en middeleeuwse scherven aangetroffen in de bodem. Bij opgravingen ter voorbereiding op de restauratie van de kerk in 1948 werden graven aangetroffen die gezien hun afwijkende oriëntatie mogelijk tot een kerkhof behoorden van voor de stichting van de kerk in de 13e eeuw. De wierde is deels afgegraven in het noordwesten, zuidwesten en zuidoosten.
De landerijen in het kerspel Fransum waren vroeger voor 90% in handen van het klooster van Aduard en Fransum was daardoor waarschijnlijk volledig afhankelijk van dit klooster. Het kon zich daarom niet ontwikkelen tot een dorp. Ook na de reductie, toen de kloosterlanderijen in handen van de provincie kwamen, gebeurde dit niet doordat rond de ruïnes van het vroegere klooster het dorp Aduard ontstond en de bevolking zich niet vestigde in het afgelegen Fransum, dat te midden van de natte hooilanden lag en in de winter soms nauwelijks te bereiken was. De kerk werd toen een 'provinciale kerk', wat wil zeggen dat de provincie Groningen de zorg voor de kerk op zich nam. Het kerspel van de kerk omvatte in de middeleeuwen ook het dorpje Den Ham, maar in 1555 splitste de Den Ham zich af van Fransum. Na de reductie werd Fransum eerst in 1606 gecombineerd met de kerk van Feerwerd, vervolgens met Aduard. In 1611 werd de kerkgemeente weer gecombineerd met Den Ham, wat tot heden zo gebleven is.
Rond 1843 stonden er in het hele kerspel 29 huizen, waar ongeveer 170 mensen woonden. Twee huizen hiervan stonden (en staan) op de wierde, waar toen ongeveer 20 mensen woonden. Deze twee huizen staan ook nu nog op de wierde. Fransum had vroeger ook een school, die echter al in 1618 werd samengevoegd met (en overgebracht naar) die van Den Ham. Ook de pastorie bevond zich aldaar.

## Gebouwen

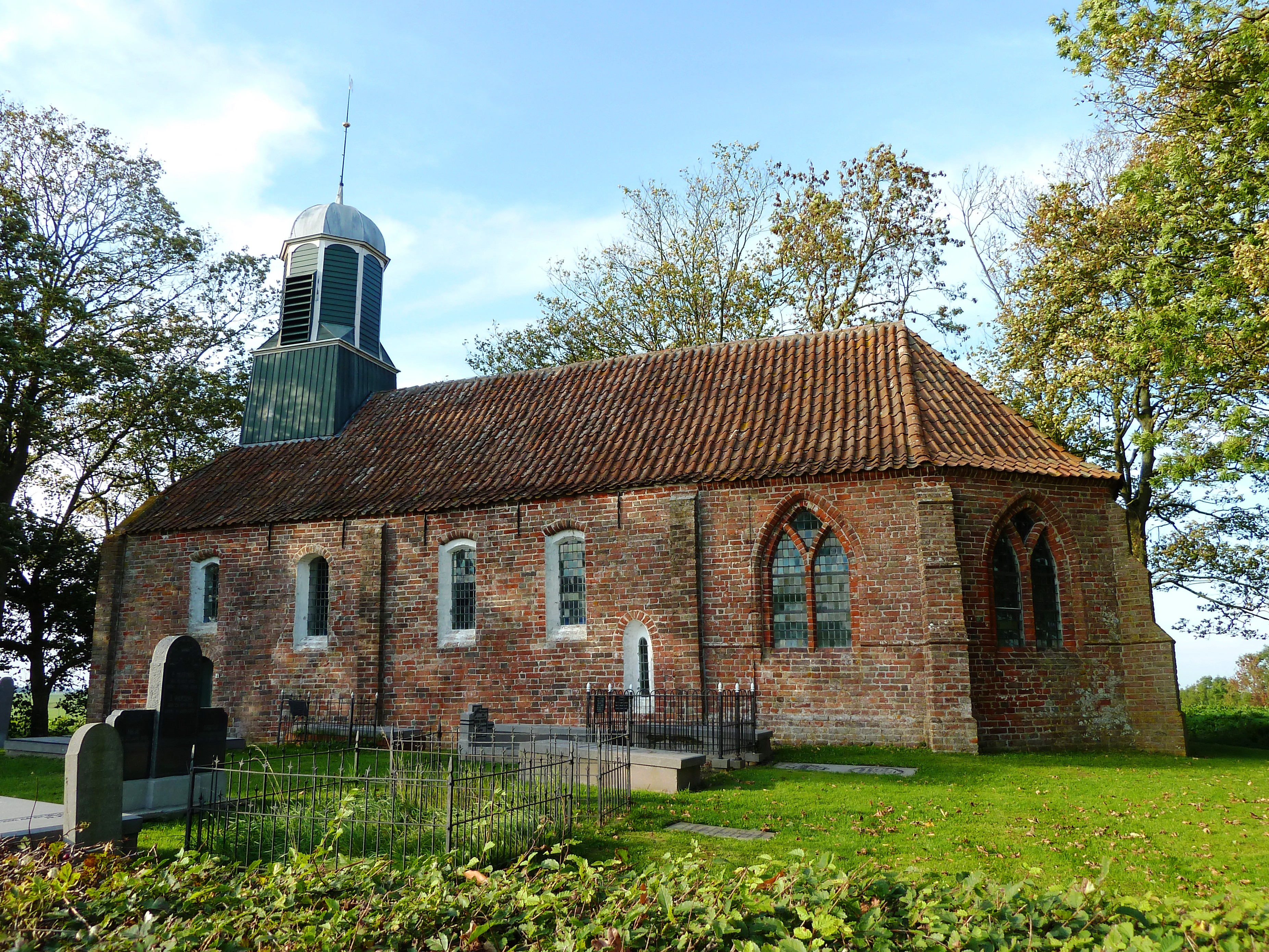
Kerk van Fransum

### Kerk
De kerk dateert uit het begin van de 13e eeuw. Bij het bodemonderzoek in 1948 werd vastgesteld dat de kerk geen voorgangers heeft gehad. Het kerkje bevat de oudste bakstenen preekstoel van Nederland, die dateert uit de 14e of 15e eeuw. In 1909 werd de laatste kerkdienst gehouden in de kerk. Vervolgens waren er in de jaren 1930 plannen om de kerk te verplaatsen naar het Nederlands openluchtmuseum in Arnhem, hetgeen vanwege de kosten uiteindelijk niet doorging. Tussen 1948 en 1950 werd de kerk daarop gerestaureerd. In de jaren 1950 en 1960 was er een hervormd bezinningscentrum gevestigd. Sinds de jaren 1970 is het gebouw in handen van de Vroedschap Fransum, een organisatie die zich tot doel stelt om de kerk een blijvend goede invulling te geven. In 1979 werd het gebouw eigendom van de Stichting Oude Groninger Kerken. Tussen 1994 en 1995 is het gebouw intern gerestaureerd.

### Overige gebouwen
Tegenover de kerk staat een eenvoudige woning uit 1900. Ten oosten van de kerk staat een omgrachte kop-hals-rompboerderij uit 1816 met de status van rijksmonument. In de boerderij bevinden zich onder andere een deur in rococostijl.